# 국외자들
《국외자들》(프랑스어: Bande à part)은 1964년 개봉한 누벨 바그 영화이다. 장뤼크 고다르가 감독을 맡았으며 아나 카리나, 사미 프레이, 클로드 브라자르가 주연을 맡았다.

## 캐스팅
- 안나 카리나 - 오딜
- 다니엘레 지라르 - 영어 강사
- 루이자 콜페인 - 빅토리아
- 샹탈 다게르 - 아르튀르의 고모
- 사미 프레이 - 프란츠
- 클로드 브라자르 - 아르튀르
- 조르주 스타크 - 군인
- 에르네스트 멘젤 - 아르튀르의 삼촌

## 같이 보기
- 하이스트 영화